# Nena Daconte
Nena Daconte es el proyecto musical de la cantante y compositora española Mai Meneses.

## Historia
Tras su fugaz paso por Operación Triunfo, Mai Meneses autoeditó en 2005 su primer disco, He perdido los zapatos, incorporando dentro del proyecto al músico Kim Fanlo. Aunque todas las composiciones son de Meneses, Nena Daconte pasa a ser un dúo y licencia en Universal los trabajos publicados con su sello. Relanza su debut y los sencillos Idiota y En qué estrella estará, y recibe varios premios como grupo revelación.
El nombre del grupo proviene de un personaje del cuento El rastro de tu sangre en la nieve, uno de los relatos cortos pertenecientes al libro Doce cuentos peregrinos, escrito por el autor colombiano y Premio Nobel de literatura en 1982, Gabriel García Márquez. 
Un año después, en 2008, lanza su segundo álbum Retales de Carnaval y el sencillo Tenía tanto que darte. Ahogada en reconocimientos, giras y el éxito, Nena Daconte abandona Barcelona, su oficina y deja de ser un dúo. Con nueva dirección de Universal Music Spain, regresa con Una Mosca En El Cristal , al que le sigue el cuarto álbum Sólo muerdo por ti, en 2013, y su primer sencillo Disparé, cuya promoción Mai -recién estrenada como madre- compagina con su vida familiar y otros trabajos creativos.
Tras varios años alejada de la música, en 2019 comienza a componer de nuevo y fruto de sus nuevas canciones nace un EP titulado Suerte..., con el que Mai volvió a las raíces de su primer disco. Entre sus planes, había una gira de presentación del disco, que tuvo que suspender por la llegada de la pandemia. De este EP se extraen los sencillos Amanecí, Mi Mala Suerte y La Llama.
Tras la buena aceptación de su vuelta a la música, en 2020 publica un nuevo single: Hojas secas, con un sonido nuevo en su carrera, cercano al electro-pop.
En 2021 ficha por la discográfica Subterfuge. Su próximo disco, Casi perfecto, salió en 2023. Su sexto álbum de estudio contiene diez canciones que giran en torno al amor, desamor, soledad y paso del tiempo con un sonido pop rock de los noventa, recuperando así la esencia de sus primeros discos. En 2022, Nena Daconte también se subió de nuevo a los escenarios en una gira que le llevó por numerosas ciudades de España.
El 15 de septiembre de 2022 publicó un libro a modo de memorias, titulado Tenía tanto que darte, en el que Mai Meneses habla sobre los límites del éxito y el fracaso, del amor y el odio a uno mismo.
En 2024 ha publicado «Vuelve», la canción que compuso en Operación Triunfo.

## Discografía

### He perdido los zapatos(2006)
El primer álbum de Nena Daconte lleva por título He perdido los zapatos y fue autoeditado por Daconte Music, su propio sello discográfico. Después, Nena Daconte firmó con la discográfica Universal Music Spain, saliendo el álbum a la venta en España el 27 de marzo de 2006. La música y letra del disco está compuesta por Mai Meneses, estando basadas en composiciones suyas escritas durante años anteriores.
Idiota fue el primer sencillo promocional del disco. En la edición de Universal Music Spain se incluye un remix de «Idiota» producido por Carlos Jean y masterizado en Nueva York.

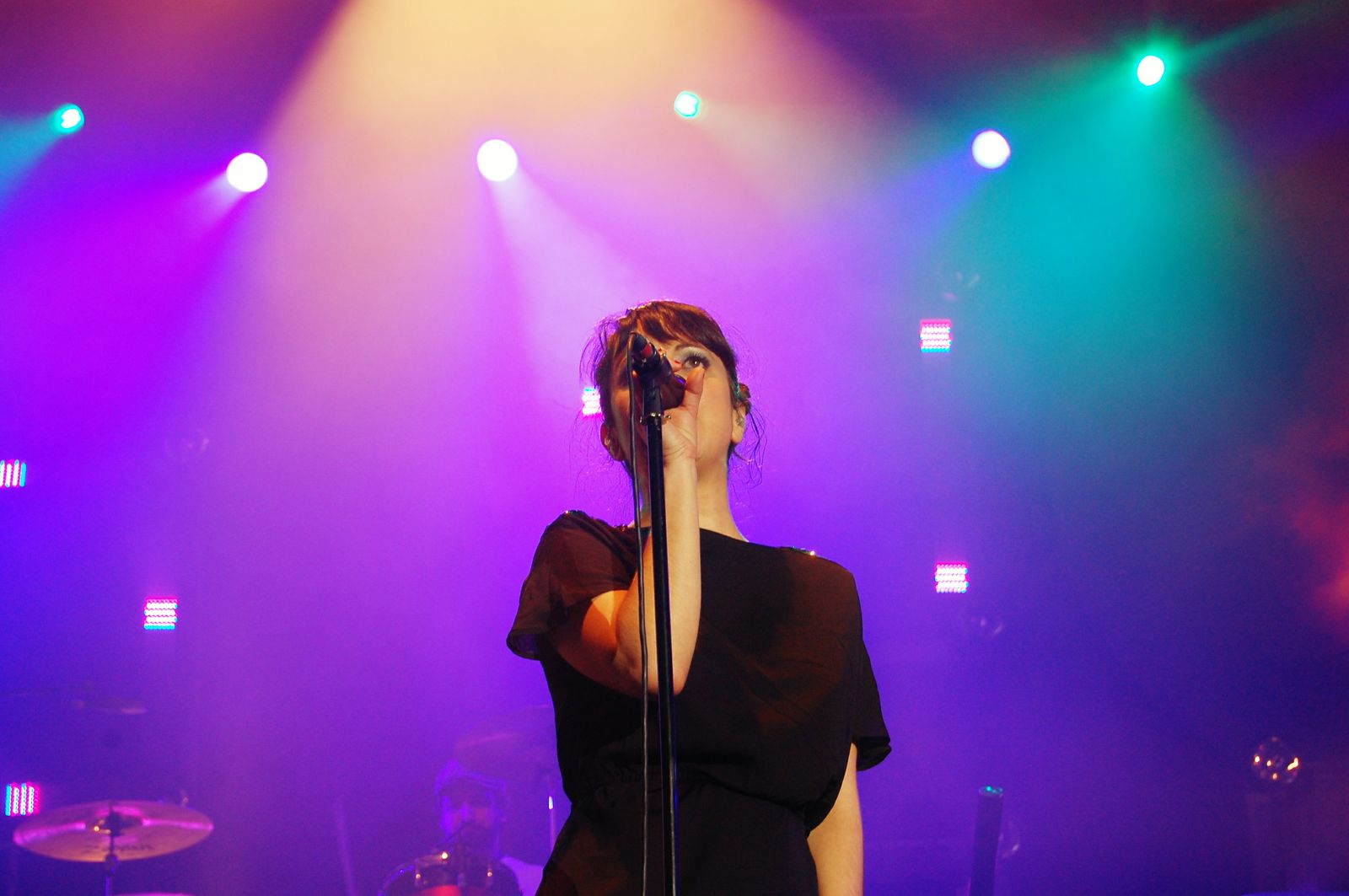
Concierto fin de gira "Retales de Carnaval"

El segundo sencillo se tituló En qué estrella estará y fue escogida como la canción oficial de la Vuelta ciclista a España 2006. Para la ocasión, Nena Daconte grabó un videoclip junto con el actor español de Hollywood Antonio Banderas.
En octubre de 2006, En qué estrella estará se convierte en el primer número 1 de Nena Daconte en los 40 Principales, repitiendo dicho puesto durante cinco semanas no consecutivas.
Al poco tiempo, He perdido los zapatos se convirtió en disco de oro en España.
En el año 2006 y gracias al éxito de He perdido los zapatos, Nena Daconte recibió el Premio Ondas como artista revelación.
Ese mismo año, Nena Daconte fue nominado para los premios MTV European Music Awards bajo la categoría Spanish Act y para los Premios 40 Principales como grupo revelación y mejor videoclip por Idiota (remix), realizado por Marc Lozano.
En 2007, Nena Daconte lanza una edición de lujo de He perdido los zapatos que incluía como bonus tracks versiones acústicas de «Engáñame a mí también» y «Pierdo el tiempo», así como una versión del tema de Bob Dylan (que popularizó Manfred Man) «The Mighty Quinn», canción que fue elegida como sintonía del anunció de Codorniú en 2007. Aparte del CD musical, también se incluyó un DVD con videoclips, reportajes, fotos y entrevistas inéditas.
La gira de He perdido los zapatos se materializó con más de 100 conciertos en España, así como actuaciones en Berlín (Festival Pop-Konn) y París. Ese mismo año, Nena Daconte actuó como telonero de El Canto del Loco durante tres días en la Plaza de Toros de Las Ventas de Madrid.

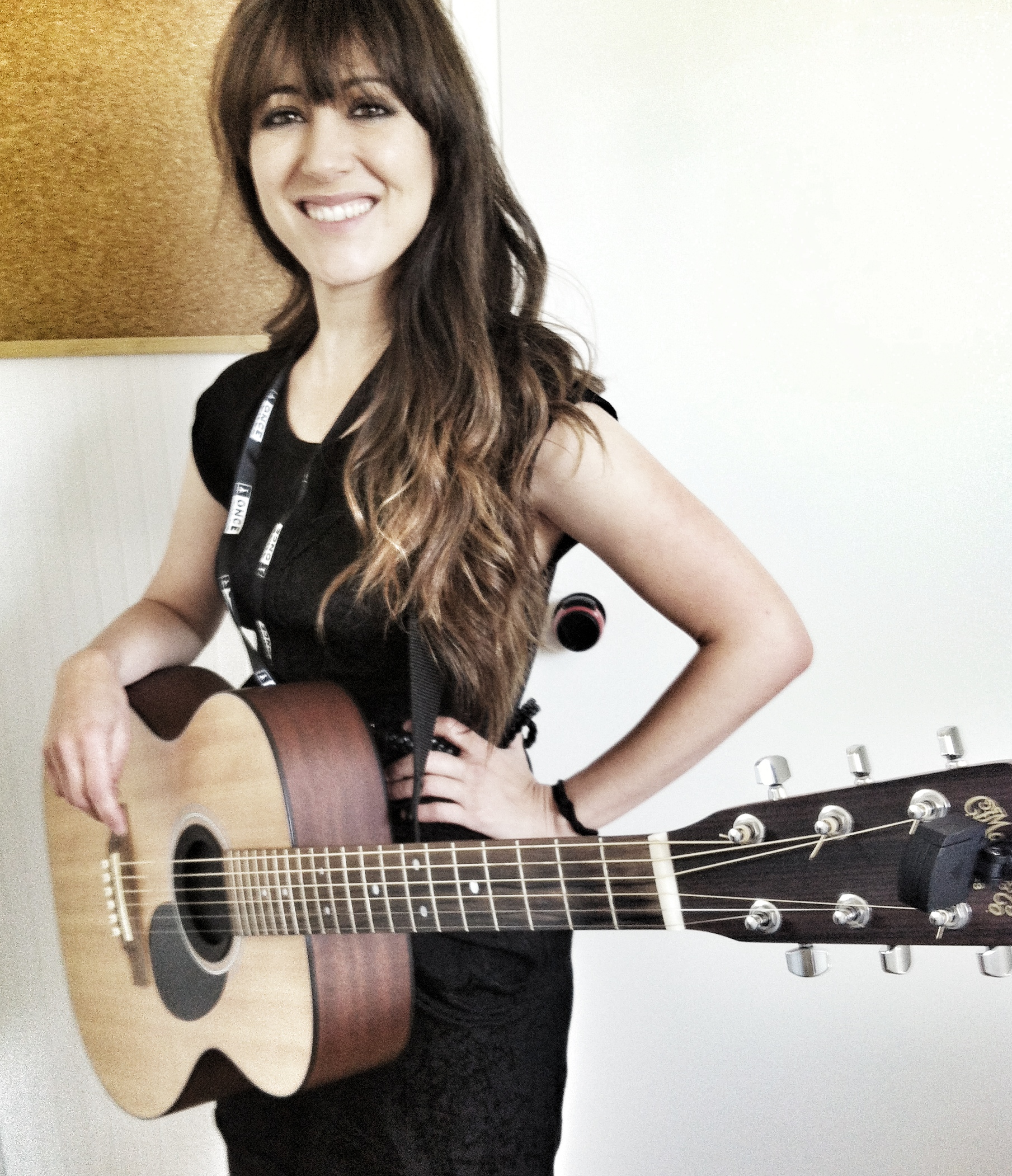
Nena Daconte en el backstage antes un concierto (Madrid 2013)

#### Nominaciones y premios
- Nominados para los premios MTV European Music Awards 2006 bajo la categoría Spanish Act.
- Nominados para los premios 40 Principales del Año (de 40 Principales) como grupo revelación y mejor videoclip por Idiota (remix)
- Premio Ondas al artista revelación del año.[5]
- Premio Principales en la categoría de grupo revelación.
- He perdido los zapatos se convierte en Disco de oro.[9]
- El tema «The Mighty Quinn» fue la canción utilizada para el spot publicitario de Codorníu (2007).
- 2 Premios de la Música como autora revelación y mejor canción ambas por «En qué estrella estará».

### Retales de carnaval(2008)
Retales de carnaval es el segundo disco de Nena Daconte y salió a la venta el 30 de septiembre de 2008, dos años después de su álbum debut. En palabras de Mai, «con lo de retales nos referimos a lo que queda después de una gran fiesta. Y el carnaval simboliza la vida, y estos dos años, a nivel profesional, han sido como pasar por una gran fiesta».

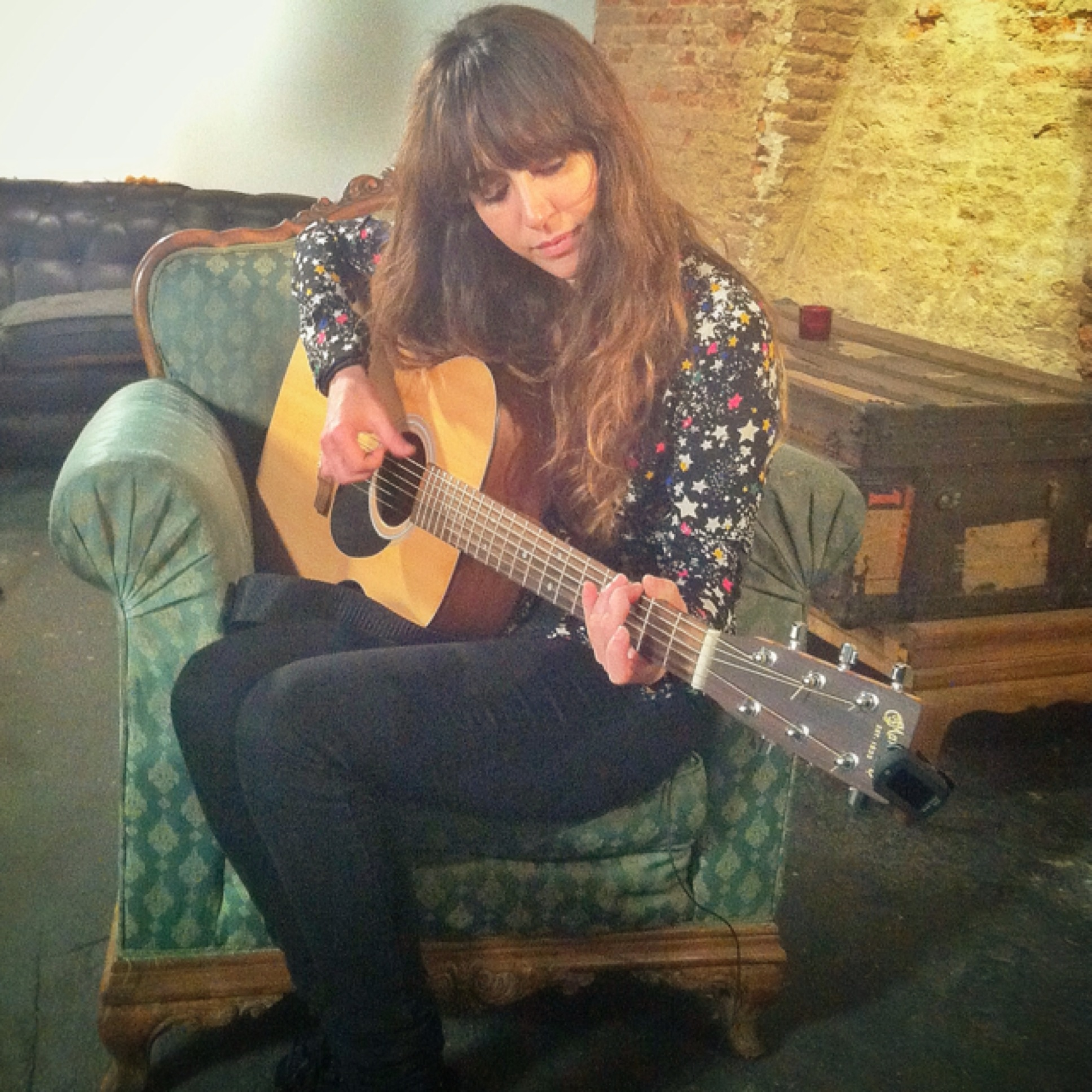
Nena Daconte con su guitarra acústica (Madrid 2013)

La composición, tanto de todas las melodías como de las letras de las canciones, volvió a estar a cargo de Mai.
Tenía tanto que darte fue el primer sencillo del álbum, estrenado primero en las radios españolas y posteriormente puesto a la venta en formato digital el 12 de septiembre de 2008. El 8 de noviembre de 2008 Tenía tanto que darte alcanzó el número 1 de la lista de los 40 Principales durante dos semanas. Para el videoclip de la canción, Nena Daconte trabajó de nuevo con el realizador Marc Lozano bajo la producción de Nanouk Films.
Tras el éxito cosechado por Tenía tanto que darte, el segundo sencillo publicado fue El Aleph, título inspirado en la obra que lleva el mismo nombre escrito por el escritor argentino Jorge Luis Borges en 1949.
El 26 de febrero se estrenó el videoclip de El Aleph, dirigido por el director de cine Juan Antonio Bayona (director de Lo imposible y Premio Goya 2008 por El orfanato y 2012 por Lo imposible) y rodado en Ciudad Meridiana, (Barcelona).
El tercer sencillo publicado fue la canción «¡Ay! amor» que enlazó con la colaboración de Nena Daconte con el artista argentino Coti en Perdóname, segundo sencillo de su álbum Malditas canciones.
A lo largo del año, el álbum Retales de carnaval se convierte en Disco de Platino. Durante la promoción del disco, Nena Daconte asistió, junto con el corredor Chema Martínez, al evento «Nike+ Human Race» donde ofrecieron un concierto exclusivo de 30 minutos.
La gira de Retales de carnaval estuvo compuesta por más de 150 conciertos por España, incluyendo el Palacio de la Música Catalana en Barcelona y el Teatro Español en Madrid. Nena Daconte también actuó en el Festival BAFIM en Buenos Aires (Argentina) en su edición del 2009 y en el MTV Day en la Plaza de Toros de Las Ventas (Madrid).

#### Nominaciones y premios
- Nominados en los Premios Principales 2008[19] como Mejor grupo y Mejor videoclip por Tenía tanto que darte.
- Premio de la Música al Mejor vídeo musical por Tenía tanto que darte.[cita requerida]
- Retales de carnaval se convierte en Disco de Platino.[20]
- El sencillo Tenía tanto que darte alcanzó el puesto número 1 en la lista de Los 40 principales (noviembre de 2008).[21]

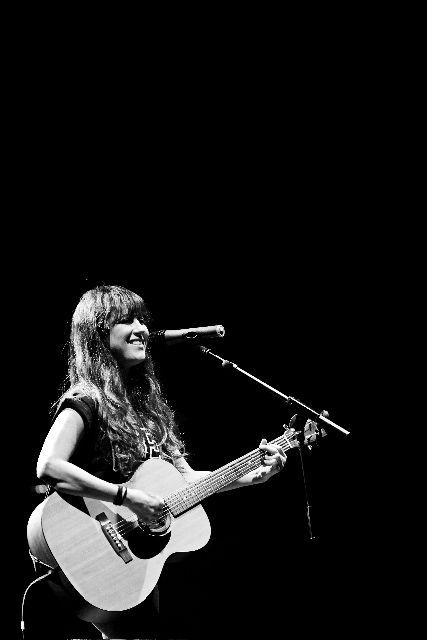
Nena Daconte. Plaza de Vistalegre (2013)

### Una mosca en el cristal(2010)
Una mosca en el cristal es el tercer disco de Nena Daconte, producido en 2010 por el excomponente del grupo Tequila, Alejo Stivel y Josu García. Es el primer disco desde que Mai Meneses continuara con el proyecto de Nena Daconte en solitario.
Nena Daconte regresó a Los 40 Principales en octubre de 2010 con No te invité a dormir, su primer sencillo del tercer álbum. En febrero de 2011, aparece su segundo sencillo, Perdida.
Posteriormente, en septiembre de 2011, se presenta el vídeo de El halcón que vive en mi cabeza, realizado en Barcelona por David Ruano. El último vídeo realizado para el disco fue Son niños.
Para el tercer disco, Nena Daconte realizó una gira acústica por España llamada «Nena Daconte Club», recreando un entorno más íntimo y cercano a su público.
Durante la gira, Nena Daconte ofrece su primer concierto en línea en directo, siendo el cuarto grupo en utilizar esta plataforma (junto con Maldita Nerea, Hombres G, y El Pescao).
Durante este mismo periodo, Nena Daconte participa en el disco homenaje a Antonio Vega El alpinista de los sueños, interpretando el tema «Tesoros» junto con el cantante mallorquín L.A.
Ya en el 2012, Nena Daconte pone letra y voz a «Pero si tú no estás», tema principal de la banda sonora de la serie La fuga, protagonizada por María Valverde y Aitor Luna.

### Sólo muerdo por ti(2013)
El 30 de abril de 2013 Nena Daconte publicó su cuarto álbum de estudio titulado Sólo muerdo por ti, grabado en los estudios Sonobox (Madrid) bajo la producción de Manuel Colmenero y Jabibu Carretero (Vetusta Morla, Eladio y los seres queridos). El disco está integrado por 13 temas (más dos bonus tracks para su edición digital) todos compuestos por Mai Meneses a piano y guitarra. 

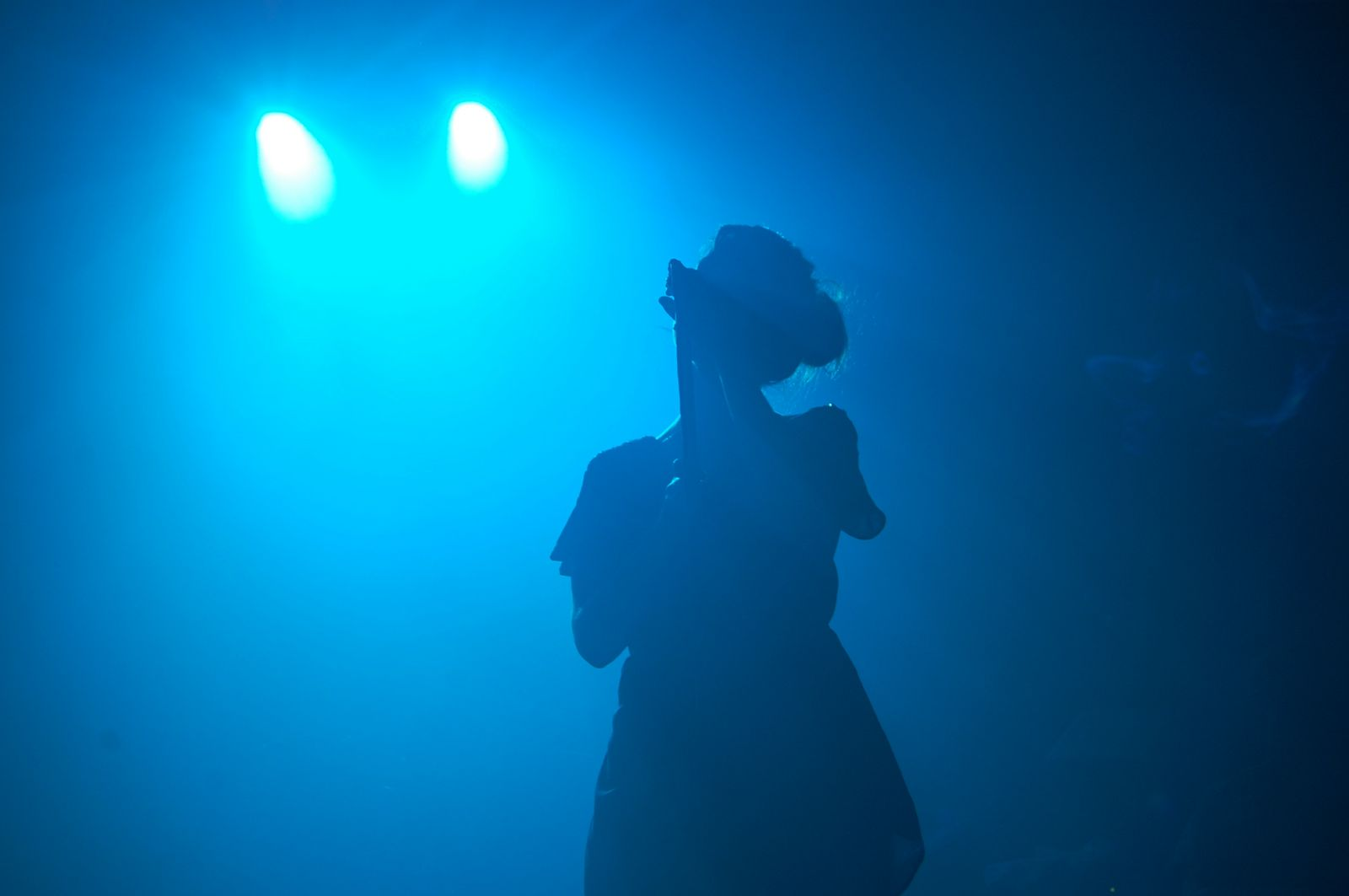
Nena Daconte en directo (2009)

El título del álbum lo da una canción que Mai Meneses compuso en forma de nana para su hijo. El mismo día de su debut, Sólo muerdo por ti se alzó con el número 1 en ventas en iTunes.
Según las críticas musicales, se trata de un disco más claro y más directo.
El primer sencillo del álbum se titula Disparé y se presentó el 5 de marzo de 2013 con un videoclip rodado en la antigua fábrica de Pegaso a las afueras de Madrid, bajo la realización de Zoo y producción de SevenSenses. El segundo sencillo del álbum fue Voy a tumbarme al sol presentándose con un vídeo el 29 de julio de 2013, dirigido por David Casademunt haciendo referencia al pop de los años sesenta.

### Suerte...(2019)[33]
Tras un tiempo viviendo en Dallas, Estados Unidos con su familia, buscando inspiración y descanso, debido al miedo escénico, retomó la producción musical.

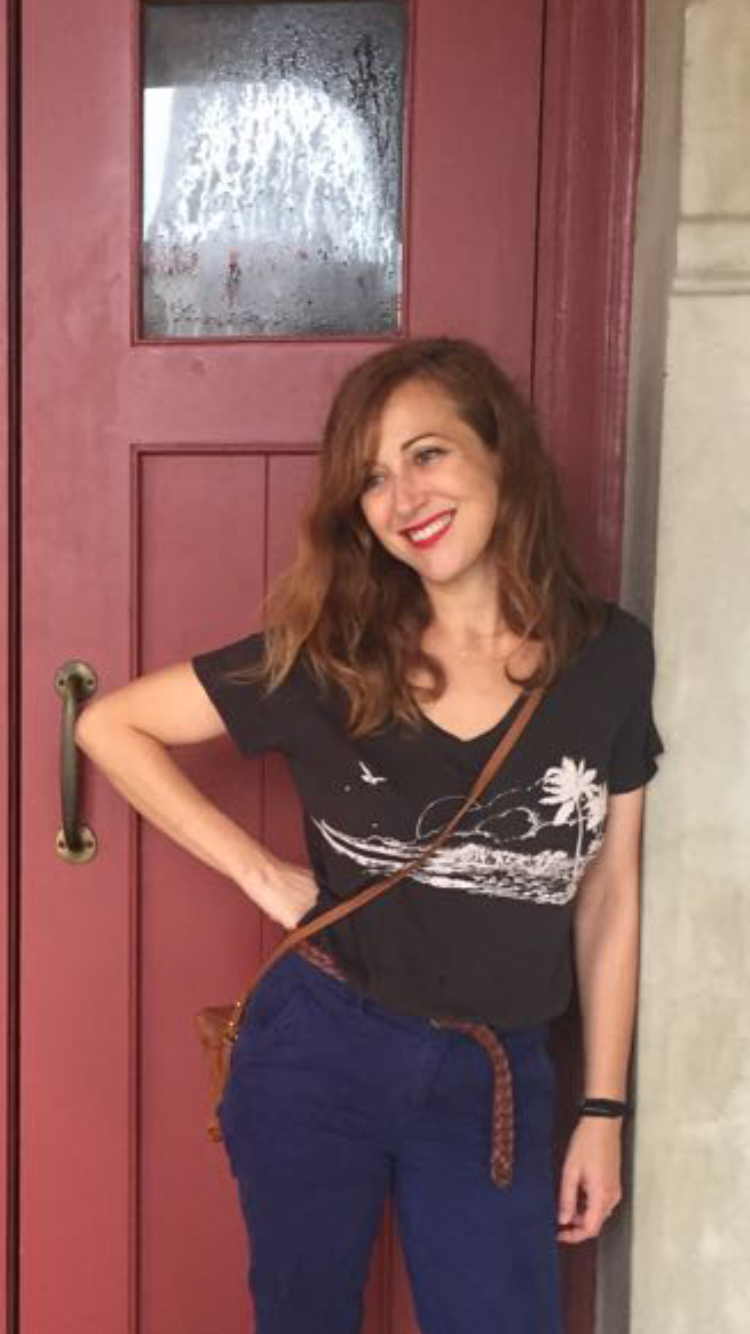
Nena Daconte en Dallas, EE. UU.

En marzo de 2019 publica su quinto álbum de estudio titulado Suerte… producido por Paco Salazar en su estudio madrileño. Este trabajo está compuesto por 7 temas. A finales de 2018 ya adelantaba pequeñas pistas de lo que iba a signiﬁcar su regreso, estrenando por sorpresa en Spotify y otras plataformas de streaming un soft release titulado «Amanecí», que acumuló en su estreno más de 100.000 reproducciones, y publica el videoclip de su primer sencillo del disco, Mi Mala Suerte, rodado en Madrid y Barcelona. En marzo de 2019 estrena el vídeo del segundo sencillo grabado en Rumanía, La llama.
En enero de 2021, Mai Meneses se abrió al público revelando las razones de su ruptura personal y profesional con Kim Fanlo. La cantante explicó por redes sociales el trato tóxico que recibió por parte de su expareja y bajista del grupo. Además, señaló el maltrato de la industria musical por esos años, que la culpaban a ella de la separación. Con este valiente testimonio, Mai también contó que estos últimos años han sido una época de estabilidad personal y profesional, dejando atrás el pasado.

### Casi Perfecto(2023)
Casi perfecto es el quinto álbum de estudio de Nena Daconte, lanzado el 10 de marzo de 2023 bajo el sello Subterfuge Records. Representa su primer trabajo discográfico desde Solo muerdo por ti (2013), aunque en 2019 publicó el EP Suerte.... El disco está compuesto por diez canciones (33 minutos con 59 segundos) que abordan temáticas como el amor, el desamor, la soledad y el paso del tiempo y viaja hasta el pop-rock de los años 90. La producción estuvo a cargo de Dani Alcover, conocido por su trabajo con Dover y La La Love You.
El primer adelanto del álbum fue «Detrás de cada luz», una canción sobre la hipersensibilidad. Posteriormente, se presentaron sencillos como «Despiértame, Madrid», que relata una historia de amor fallida; «Al son de una guitarra», centrada en el amor no correspondido; y «Tu canción», en colaboración con Celia Becks (de La La Love You), que resalta la belleza de la simplicidad. También destaca «El verano», única canción del álbum no compuesta por Mai Meneses, basada en un poema de Marwán. El tema «Me iré» fue seleccionado como sencillo principal.

### La Escafandra(2025)
El álbum La escafandra es el séptimo trabajo de estudio (contando el EP Suerte... de 2019) de Nena Daconte, con la producción a cargo de Sergio Sancho.  
El disco explora las distintas etapas del amor a través de sus canciones, presentando un relato que abarcará desde el enamoramiento inicial hasta la desilusión, culminando en un proceso de duelo y aceptación que conducirá al fortalecimiento personal tras una ruptura.  
Como primer adelanto, se lanzó «Vuela», una canción que aborda la dualidad entre el deseo y la conveniencia, temática que la artista ya exploró en «El Aleph», perteneciente a su segundo álbum, Retales de carnaval (2008). Otros temas destacados incluyen «Maldita inocencia», que trata sobre la pérdida de la ingenuidad en la adultez; «Sueño», en colaboración con Iván Ferreiro, que evoca los anhelos inalcanzables interrumpidos por la razón; y «Libre», que reflexiona sobre las relaciones abiertas.  
El lanzamiento del álbum fue el 7 de marzo de 2025, a través de Altafone Music (bajo licencia exclusiva de Hook Ediciones Musicales).

## Discografía
Álbumes de estudio
- He perdido los zapatos

(C) 2006 Daconte Music S.L., Barcelona, España
(P) 2006 Universal Music Spain, Madrid, España por acuerdo con Daconte Music S.L., Barcelona, España.
- Retales de carnaval

(C) (P) 2008 Universal Music Spain, S.L.
- Una mosca en el cristal

(C) (P) 2010 Universal Music Spain, S.L.
- Sólo muerdo por ti

(C) (P) 2013 Universal Music Spain, S.L.
- Suerte...

(C) (P) 2019 Daconte Music SL under exclusive license of BMG Rights and Management Spain.
- Casi perfecto

(C) (P) 2023 Subterfuge Records
- La escafandra

(C) (P) 2025 Subterfuge Records

## Sencillos
| Año  | Canción                                                   | Observaciones              |
| ---- | --------------------------------------------------------- | -------------------------- |
| 2005 | Idiota                                                    | Número 25 - 40 Principales |
| 2006 | En que estrella estará                                    | Número 1 - 40 Principales  |
| 2006 | Pierdo el tiempo (Acoustic Version)                       |                            |
| 2007 | Marta                                                     | Número 20 - 40 Principales |
| 2008 | Tenía tanto que darte                                     | Número 1 - 40 Principales  |
| 2009 | El Aleph                                                  | Número 5 - 40 Principales  |
| 2009 | Ay! amor                                                  | Número 18 - 40 Principales |
| 2009 | Perdóname (con Coti)                                      | Número 20 - 40 Principales |
| 2010 | No te invité a dormir                                     | Número 17 - 40 Principales |
| 2010 | Perdida                                                   | Número 30 - 40 Principales |
| 2011 | Son niños                                                 |                            |
| 2011 | El halcón que vive en mi cabeza                           |                            |
| 2012 | Pero si tú no estás                                       | Banda sonora de La fuga    |
| 2013 | Disparé                                                   | Número 21 - 40 Principales |
| 2013 | Voy a tumbarme al Sol                                     |                            |
| 2019 | Amanecí                                                   |                            |
| 2019 | Mi mala suerte                                            |                            |
| 2019 | La Llama                                                  |                            |
| 2020 | Hojas secas                                               |                            |
| 2022 | Detrás de cada luz                                        |                            |
| 2022 | Despiértame, Madrid                                       |                            |
| 2022 | Al Son de una Guitarra                                    |                            |
| 2023 | Tu canción Ft. Cecilia Becks                              |                            |
| 2023 | El Verano                                                 |                            |
| 2023 | Vacaciones de verano (BSO de la película) Ft. Carlos Jean |                            |
| 2023 | De Londres a París                                        |                            |
| 2024 | Vuelve                                                    |                            |
| 2024 | Si te vas Ft. Alberto Jiménez                             |                            |
| 2024 | Vuela                                                     |                            |
| 2024 | Maldita inocencia                                         |                            |
| 2025 | Sueño Ft. Iván Ferreiro                                   |                            |
| 2025 | Libre                                                     |                            |

| Año  | Artista                  | Canción                           | Álbum                               |
| ---- | ------------------------ | --------------------------------- | ----------------------------------- |
| 2004 | Inma Serrano             | Mi amor                           | Soy capaz y pequeñas joyas          |
| 2009 | Coti                     | Perdóname                         | Malditas canciones                  |
| 2010 | Marta Sánchez            | Soy yo                            | De par en par                       |
| 2010 | Ana Torroja              | Sueña (compuesta por Mai Meneses) | Sonrisa                             |
| 2010 | Luis Alberto Segura (LA) | Tesoros                           | Homenaje a Antonio Vega             |
| 2011 | Airbag                   | Tráiler                           | Manual de montaña rusa              |
| 2012 | Banda sonora de La fuga  | Pero si tú no estás               | Banda sonora de La fuga (Telecinco) |
| 2021 | LA LA LOVE YOU           | Tenía tanto que darte             |                                     |
| 2022 | Rick Brendan             | Cobarde                           |                                     |